# Jack Thompson (attivista)
Jack Thompson (Cleveland, 25 luglio 1951) è un attivista statunitense.
È noto per la causa contro le scene di violenza contro la Rockstar Games, in particolare per i giochi della serie GTA. È interpretato da Bill Paxton nel film The Gamechangers della BBC, prodotto nel 2015.